# شارلوت إدواردز
شارلوت إدواردز (17 ديسمبر 1979 في المملكة المتحدة - ) (بالإنجليزية: Charlotte Edwards) هي لاعبة كريكت نيوزلندية. شاركت مع منتخب إنجلترا للكريكت. أما مع النوادي، فقد لعبت مع Western Australia women's cricket team ‏.

## وصلات خارجية
- شارلوت إدواردز على موقع إي آس بي آن كريك إنفو (الإنجليزية)